# Pamir-630D
 (juillet 2020).
Le Pamir-630D (en russe : Памир-630Д) était un projet de réacteur nucléaire mobile soviétique.

## Origine du projet
L'expérience soviétique en matière de réacteur nucléaire mobile remonte aux années 1950-1960, avec la mise en service du TES-3. Monté sur quatre châssis de char lourd T-10, le réacteur délivrait une puissance de 2 MWh.  L'Académie des sciences de la République socialiste soviétique de Biélorussie commencera ses travaux sur la nouvelle génération de réacteur mobile en 1973, le premier prototype baptisé Pamir-630D étant construit en 1985. 

## Développement
La même année, le 24 novembre 1985, le réacteur nucléaire est allumé pour la première fois et les tests se poursuivront jusqu'en septembre 1986. Au total, le réacteur fonctionnera pendant 3.500 heures et sera porté à sa capacité maximale deux fois.  
Mais la catastrophe de Tchernobyl jettera la suspicion sur les projets nucléaires soviétiques et ceux-ci sont remis en question. En février 1988, par décision du Conseil des ministres de l'URSS et du Présidium de l'Académie des sciences de la République socialiste soviétique de Biélorussie, les travaux sur le Pamir-630D sont interrompus après que des doutes soient émis sur la validité de la technologie de refroidissement du réacteur. 
À la suite de cette décision, le prototype du Pamir-630D est démonté puis démoli. 
Il ne reste aujourd'hui que quelques pièces, conservée comme souvenirs. La structure du cœur du réacteur fait partie d'une fontaine décorative installée dans le complexe de l'Académie des sciences tandis que les tuyaux du réacteur du générateur de vapeur décoreront la boîte de nuit Reactor à Minsk. Cette boîte de nuit fermera en 2013. 